# Vuelo 367 de JAT
El vuelo 367 de JAT Yugoslav, un McDonnell Douglas DC-9-32 de un año y 7 meses con matrícula YU-AHT, explotó poco después de sobrevolar el NDB Hermsdorf (localizado cerca de Hinterhermsdorf, en el actual municipio de Sebnitz), Alemania Oriental, mientras realizaba la ruta de Estocolmo a Belgrado el 26 de enero de 1972. La aeronave, pilotada por el comandante Ludvik Razdrih y el copiloto Ratko Mihić, se partió en tres partes y dio vueltas sin control, estrellándose cerca de Srbská Kamenice, en Checoslovaquia (hoy República Checa).  De las 28 personas a bordo, 27 fallecieron tras el impacto y un miembro de la tripulación, Vesna Vulović, sobrevivió.
Hoy en día es la segunda catástrofe aérea en República Checa, en su momento era el peor accidente aéreo ocurrido en Checoslovaquia, pero fue superada 3 años después por el Vuelo 450 de Inex-Adria Aviopromet que mato a 75 de los 120 ocupantes del avión.

## Causa

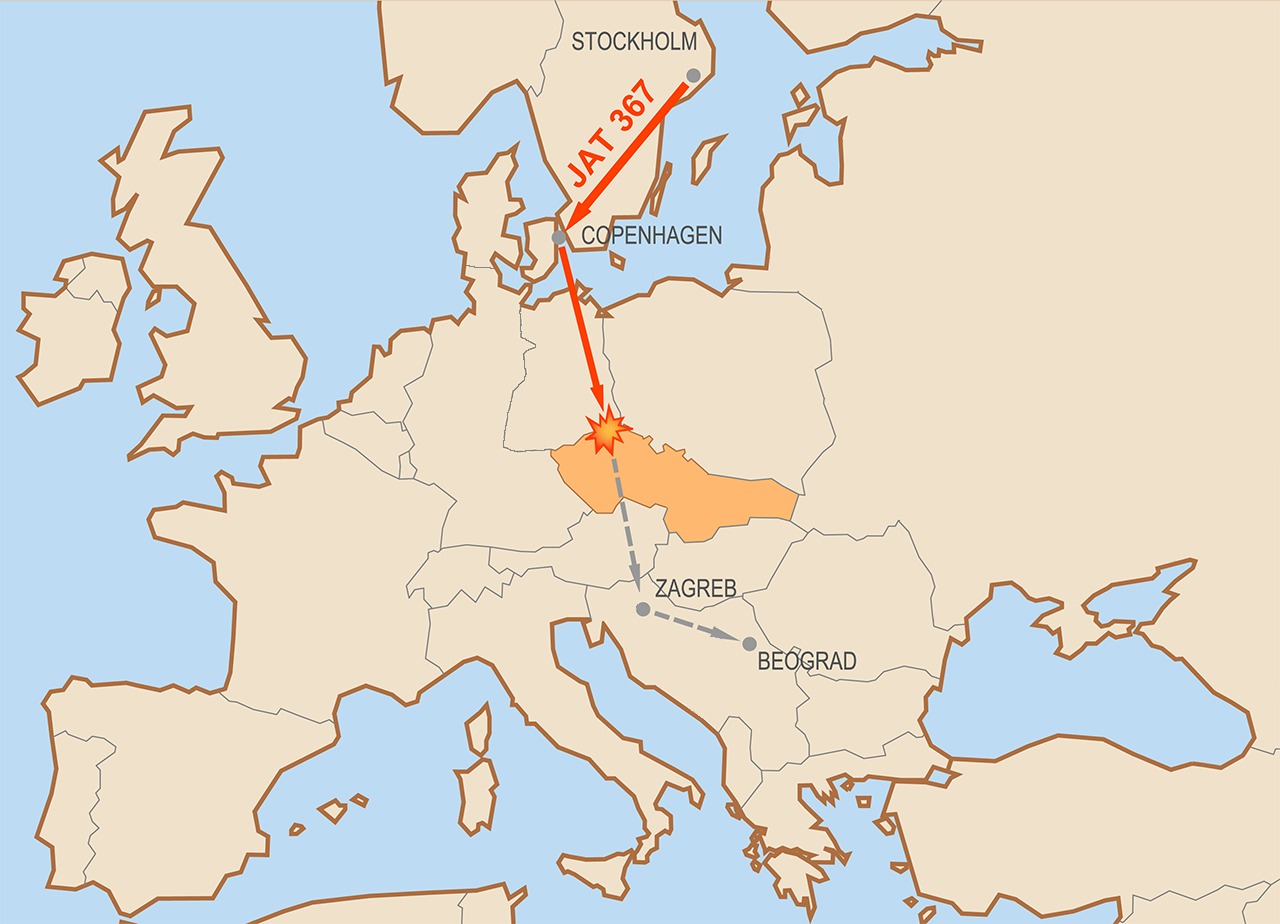
Ruta prevista del vuelo 367

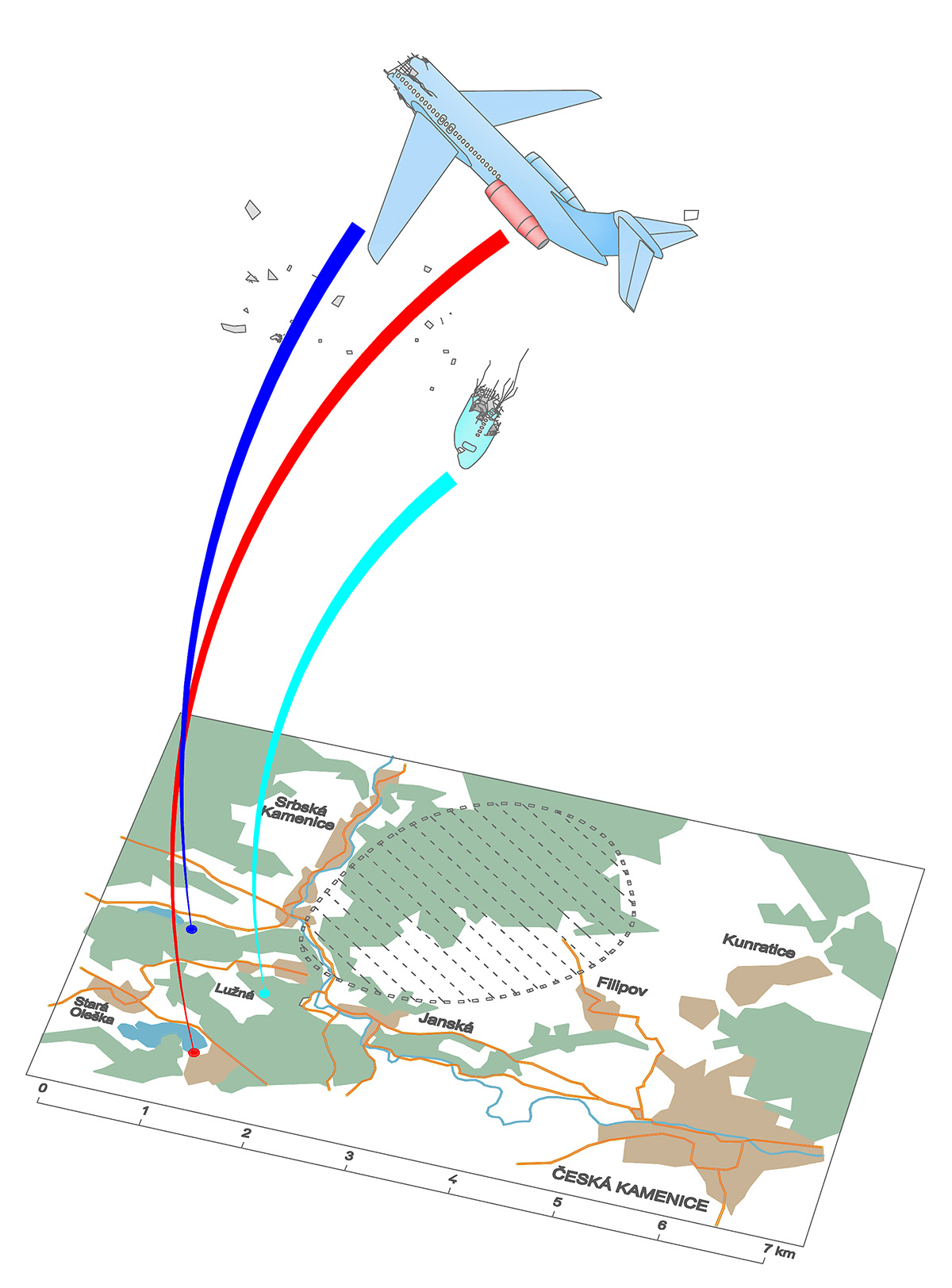
Distribución de escombros del vuelo 367

La tripulación secundaria del vuelo 367 de JAT, con ruta Estocolmo a Belgrado, con escalas en Copenhague y Zagreb, aterrizó en Dinamarca la mañana del 25 de enero de 1972, el día anterior al accidente. El vuelo despegó del Aeropuerto de Estocolmo-Arlanda a la 1:30 p. m. el 26 de enero. El avión, un McDonnell Douglas DC-9-32, aterrizó en el Aeropuerto de Copenhague a las 2:30 p. m., donde fue abordado por Vulović y sus compañeros. "Como era tarde, estábamos en la terminal y lo vimos aparcar", dijo Vulović. "Vi a todos los pasajeros y tripulación desembarcar. Un pasajero se veía muy molesto. No fui la única que lo notó. Otros miembros de la tripulación lo vieron, así como el gerente de estación de Copenhague. Creo que ese hombre puso la bomba en el equipaje. Creo que registró una maleta en Estocolmo, bajó en Copenhague y no volvió a abordar el avión.
El vuelo 367 despegó del Aeropuerto de Copenhague a las 3:15 p. m. a las 4:01 p. m. una explosión atravesó el compartimento de equipaje del DC-9. La explosión provocó que el fuselaje se partiera sobre la aldea checoslovaca de Srbská Kamenice.
Vulović fue la única sobreviviente de los 28 pasajeros y tripulación. Ella se encontraba cerca de la cola del avión al momento de la explosión, sin embargo esta afirmación es discutida. Algunos reportes señalan que ella estaba en la parte trasera cuando ocurrió la explosión, pero a ella le contaron que la encontraron en la sección media del avión. Vulović fue descubierta por el civil Bruno Honke, quien la escuchó gritando entre los restos. Honke fue médico durante la Segunda Guerra Mundial y fue capaz de mantenerla con vida en lo que llegaban los rescatistas. Vulović estuvo en coma durante 27 días y sufrió una parálisis parcial de la cintura para abajo, pero sobrevivió. Continuó trabajando para la aerolínea, en un puesto administrativo.
Entre 1962 y 1982, croatas nacionalistas llevaron a cabo 128 ataques terroristas contra civiles yugoslavos y blancos militares. Las autoridades yugoslavas sospecharon que emigrantes terroristas croatas (Ustacha) eran los culpables de derribar el vuelo 367. El día del accidente, una bomba explotó en un tren que viajaba de Viena a Zagreb, dejando seis heridos. Al día siguiente, un hombre, descrito por sí mismo como un nacionalista croata, se comunicó al periódico sueco Kvällsposten y se adjudicó la responsabilidad por la explosión del vuelo 367. No se llevó a cabo algún arresto. La Autoridad de Aviación Civil de Checoslovaquia atribuyó la explosión a un maletín explosivo.

## Teorías de conspiración
La causa declarada oficialmente del accidente del vuelo 367 fue cuestionada ocasionalmente a lo largo de los años por teorías de conspiración. Por ejemplo, en 1997, el periódico checo Letectví a kosmonautika informó que el avión fue derribado por error por las defensas aéreas checoslovacas.
La discusión sobre diferentes aspectos del accidente se reabrió el 8 de enero de 2009, cuando la revista de noticias alemana Tagesschau presentó un informe de los periodistas de investigación Peter Hornung y Pavel Theiner. Supuestamente basándose en documentos recién obtenidos principalmente de la Autoridad de Aviación Civil Checa, concluyeron que era "extremadamente probable" que el avión hubiera sido derribado por error a solo unos cientos de metros sobre el suelo por un caza MiG de la Fuerza Aérea Checoslovaca, habiendo sido confundida con un avión enemigo al intentar un aterrizaje forzoso. Toda la evidencia que sugiere que el avión fue destruido a gran altura por explosivos colocados en una maleta habría sido falsificada por la policía secreta checoslovaca .
Como prueba de que el DC-9 se había desintegrado a menor altitud, los periodistas citaron testigos presenciales de Srbská Kamenice, que habían visto el avión ardiendo pero aún intacto bajo las nubes bajas, y la confirmación de un experto en aviación serbio (que había sido presente en el lugar del accidente) que el área de escombros había sido demasiado pequeña para un accidente desde gran altura; también se refirió a avistamientos de un segundo avión. Según Hornung, el vuelo 367 tuvo dificultades, "descendió abruptamente y se encontró sobre un área militar sensible", cerca de una instalación de armas nucleares. Sin embargo, el propio Hornung afirmó que para su teoría "solo hay indicios, no evidencia".

### Escepticismo
Vulović (que no recordaba el accidente o el vuelo después del embarque) se refirió a las afirmaciones de que el avión intentó un aterrizaje forzoso o descendió a una altitud tan baja como "nebulosas tonterías". Un representante de Guinness World Records, según el periódico alemán Die Tageszeitung, afirmó que "parece que en su momento Guinness fue engañado por esta estafa al igual que el resto de los medios".
La Autoridad de Aviación Civil descartó la teoría de la conspiración como especulación de los medios, que aparece de vez en cuando. Su vocera agregó que los expertos de la Autoridad no comentarían sobre ellos y que los hallazgos de la investigación oficial están siendo cuestionados principalmente debido al atractivo de la historia para los medios. 
La revista checa Technet citó a un experto del ejército checo: "En caso de violación del espacio aéreo, el incidente no se resolvería con misiles antiaéreos, sino con aviones de combate. Tampoco sería posible ocultar tal incidente, ya que habría aproximadamente 150-200 personas sabiendo sobre el incidente. No tendrían ninguna razón para no contar sobre el incidente hoy". El posible lanzamiento de un misil sería audible y especialmente visible para miles de personas mucho tiempo después. Afirma además que para el avión yugoslavo era técnicamente imposible sumergirse en un "estado de emergencia" desde el nivel de vuelo probado hasta la baja altitud y el lugar donde supuestamente fue derribado. También afirma que el área de escombros no era "demasiado pequeña".[24] [25] Además, el soldado de la Defensa Aérea Checoslovaca que operó el radar el día del accidente declaró en una entrevista de 2009 que la defensa aérea de Alemania Occidental notaría cualquier avión de combate checoslovaco.
La principal evidencia en contra de tal teoría son los datos de vuelo obtenidos de la caja negra , que proporcionó los datos exactos sobre la hora, velocidad , dirección, aceleración y altitud del avión en el momento de la explosión. Ambas cajas negras fueron abiertas y analizadas por sus respectivas empresas de servicios en Ámsterdam en presencia de expertos de Checoslovaquia, Yugoslavia y los Países Bajos.
La caída de Vulović fue el tema de un episodio de MythBusters, que concluyó que era posible sobrevivir a la caída dependiendo de cómo aterrizaran los restos en los que alguien estaba sentado.